# Lira calabresa
La lira calabresa (en italià "lira calabrese") és un instrument tradicional de corda fregada propi d'algunes zones de la regió de la Calàbria, al sud d'Itàlia, com la zona de Locri i el mont Poro. Per les seves característiques l'instrument s'integra plenament dins d'un grup definit com a lira bizantina i que inclou tant la mateixa lira bizantina, un instrument del segle ix, com alguns instruments propis de diversos territoris de l'antic Imperi Romà d'Orient, tots ells de característiques molt semblants, com són la lira de Creta, la lijerica de Dalmàcia, el gadulka de Bulgària o el kemençé turc, i que pertanyen a la família que Hornbostel-Sachs denominen de les "lires de bol fregades amb arquet" i que responen a la numeració 321.21-71.

## Història
Els romans utilitzaven el mot lyra per a una variant de la cítara polsada. En tot cas, però, era un instrument d'una morfologia del tot diferent a aquest; aquest, posterior, sola hauria heretat el nom per la semblança en la forma de producció del so (cordes) però no de fer-lo sonar (pinçant o fregant). En el món clàssic euro-mediterrani no es van conèixer instruments de corda fregada amb arc, una tipologia d'instruments que arriben a Europa a l'edat mitjana; així el nom té un origen més antic que no pas el mateix instrument.
Hi ha un complex nexe d'unió entre instruments semblants assentats en diverses zones com la Dalmàcia meridional, la Calàbria, els tracis i macedonis del nord de Grècia, fins a la música clàssica destinada als rituals sufís a Turquia, i que ens parla de la presència d'un mateix instrument arreu de l'antic Imperi Romà d'Orient, tot i que en alguns casos presenta algunes modificacions –com per exemple la “violinització” d'alguns models de la lira de Creta- que no són més que les excepcions que confirmen a regla. Tenint en compte el parentiu estructural i morfològic entre tots aquests instruments sembla clar que es pot parlar de la lira com un grup. Així i tot, i vist d'aquesta manera, no ha de sorprendre que el mateix instrument sigui vist per cada ètnia com a propi i conegut amb un nom no del tot coincident.

## A la Calàbria
A la dècada dels 70 del segle passat la lira calabresa era un instrument quasi en desús. A partir de la dècada següent, les recerques portades a terme per la cooperativa RLS i pel grup musical Re Niliu van localitzar els darrers instrumentistes i constructors vius de la zona de la Lòcrida (Sidemo, Gioiosa Canolo Nuovo i Agnana) alhora que es testimoniava la presència d'intèrprets i lutiers a la zona del Mont Poro fins no més enllà de la dècada dels 50. Gràcies a aquesta tasca de documentació i de recerca es començà la seva difusió a un públic més ampli; a la dècada dels 90 s'iniciava una "escola de lira" que encara avui està en funcionament al "Conservatorio Grecanico di Cataforio". Al mateix temps, els principals grups musicals de l'escena calabresa van començar a incorporar-la (Re Niliu, Agorà, Xicrò, Phaleg…), una realitat que han continuat altres grups més modernament. En els darrers anys, el moviment de la música d'arrel ha fet augmentar el nombre d'aspirants a intèrprets i, per consegüent, de constructors, a través de nombrosos cursos, ja sigui a Calàbria o a la resta d'Itàlia per aprendre a tocar-la o a construir-ne.

## Característiques
- Té tres cordes
- Les clavilles s'insereixen a pressió, sobre un claviller pla, de darrere cap a davant
- Té dos forats de ressonància de forma variable, sovint rodons.
- Tant el pont com l'ànima són mòbils. L'ànima sovint s'incrusta en un dels dos peus del pont, que és més llarg que l'altre i arriba fins a l'altra banda de la caixa de ressonància.
- L'instrument se sosté en vertical, sobre un genoll o una cama, o entre les cames.
- El cos de l'instrument és tallat en un sol bloc de fusta, amb la tapa harmònica enganxada a sobre.
- La seva forma, a grans trets, és de pera.
- En la majoria de casos l'afinació de les cordes és subdominant – tònica – dominant (per exemple sol-re-la).

La lira es toca bo i assegut, recolzant-la sobre el genoll o la cama esquerra. La mà esquerra sosté l'instrument i prem les cordes mentre amb la dreta es mou l'arc. El seu repertori inclou l'acompanyament musical de diverses formes de ball i peces per a lira sola, a ritme lliure que es denominen genèricament "aria". Tradicionalment, la lira es tocava o bé sola o bé conjuntament amb la pandereta, la chitarra battente i la flauta doble.

## Intèrprets
Última generació de sonadors tradicionals: Giuseppe Fragomeni, Francesco Trimboli, Domenico Romeo, Antonio Costa, Francesco Staltari, Giuseppe Filipponi, Pasquale Iervasi, Antonio Martino, Cosimo Fragomeni, Francesco Costa, Giovanni Romeo, Giuseppe Verterame, 